# Sínkope
Sínkope es una banda de rock española (autodefinida como rock rural) originaria de la comarca de La Serena en Extremadura. Sus miembros proceden de Quintana de la Serena y Mérida.

## Miembros del grupo

### Formación original (1991)
- Vito Íñiguez: voz
- Mario Santos: guitarra
- Jero: batería
- Pancho: bajo
- Juanillo: guitarra

### Segunda formación (1999-2001)
- Vito Íñiguez: voz
- Mario Santos: guitarra solista
- Diego Sánchez: guitarra rítmica
- Jose Gordillo: bajo
- Manolo Peña: batería

### Formación actual
- Vito Íñiguez: voz
- Diego Godoy: guitarra
- Ferdi "Gato" Hernández: batería
- Miguel Álvarez: bajo
- Alberto David: guitarra

## Discografía
- 1991. La viña del señor
- 1995. Flujo de antropina
- 2001. El desenkanto del ruínseñor
- 2003. ...Y evoluciona el hombre (salvajes civilizados)
- 2004. Humo de contrabando
- 2006. Y, si quieres llorar, te hago reír
- 2007. Esta noche se merece otra ronda
- 2010. Canciones repescás, retocás y arrejuntás y otras
- 2013. Cuando no te pones falda
- 2015. Museo de Rejas Limadas
- 2016. ¡¡¡Gracias!!! (Grabado en directo en La Riviera, Madrid)
- 2017. El Parque de los Poetas
- 2019. Adicción Limitada
- 2020. Por Pensar Le Dio Al Hombre
- 2024. Creer y luchar

### Colaboraciones
- 2002. ...Y evoluciona el hombre (salvajes civilizados). En este trabajo cuentan con la colaboración de Fernando Madina (Reincidentes), Txus, Frank, Mohamed, Carlos y Fernando (de Mägo de Oz), Manolo Arias (Muro) y Dani (Ars Amandi).
- 2007. Esta noche se merece otra ronda. En este álbum aparecen las colaboraciones de Kutxi Romero y Kolibrí de Marea en la canción "El Carro de la vida", y de Fernando Ponce y Mohamed de Mägo de Oz en “Le voy a cobrar a tus labios tus miradas”.

## Concursos, premios y reconocimientos varios
- 1992. Villa Madrid 92. El grupo es seleccionado con la maqueta “La viña del señor” entre los 30 mejores de 300 maquetas enviadas, llegando a semifinales. Para entonces el grupo participa en numerosos certámenes-concurso tanto en la región como fuera de ella.
- 1993. Certamen Ciudad de Zafra. El grupo queda en 3ª posición.
- 1993. Certamen de rock Villa de Hornachos. El grupo se convierte en ganador del certamen.
- 1994. Certamen Ciudad de Zafra. Obtienen la 2ª posición y graban 3 temas junto a otros grupos incluidos en el CD “Compilaciones II”.
- 1995. Certamen de Rock de Hinojosa del Duque. El grupo queda en 2ª lugar.
- 1995. Certamen de Rock Ciudad de Don Benito. Sínkope es el ganador de este certamen.
- 1996-97. C.R.C. (Circuito Regional de Conciertos). Elegidos en Trujillo como mejor directo del C.R.C.
- 2000. Certamen de Rock de Monesterio. Son los ganadores del certamen.